# توپس د کولانتس
توپس د کولانتس (به اسپانیایی: Gran parque natural Topes de Collantes) یک منطقه حفاظت‌شده در کوبا است که در کوبا واقع شده‌است.